# Meghan O’Sullivan

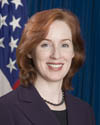
Meghan O’Sullivan (2007)

Meghan L. O'Sullivan (* 13. September 1969 in Lexington, Massachusetts) ist eine US-amerikanische Politikberaterin und Politikwissenschaftlerin. Sie ist Jeane-Kirkpatrick-Professorin für internationaler Beziehungen an der Harvard Kennedy School und Vorstandsmitglied des Belfer Center for Science and International Affairs. O’Sullivan ist auch Mitglied des Vorstands des Council on Foreign Relations, des Rüstungsunternehmens Raytheon und die Vorsitzende der nordamerikanischen Gruppe der Trilateralen Kommission.

## Laufbahn
O’Sullivan wuchs in Massachusetts auf. Sie erwarb 1991 ihren Bachelor-Abschluss an der Georgetown University. Später erwarb O’Sullivan einen Master-Abschluss in Wirtschaftswissenschaften und einen Doktortitel in Politik am Brasenose College in Oxford. In ihrer Dissertation befasste sie sich mit dem Bürgerkrieg in Sri Lanka.
Sie war danach Beraterin von Senator Daniel Patrick Moynihan und zwischen 1998 und 2001 Stipendiatin an der Brookings Institution unter Richard N. Haass. Zwischen November 2001 und März 2003 arbeitete O’Sullivan im Büro für Politikplanung des Außenministeriums, wo sie Colin Powell bei der Ausarbeitung von internationalen Sanktionen unterstützte. Sie war nach den Terroranschlägen vom 11. September als Beraterin von Präsident George W. Bush auch maßgeblich an der Planung des Irakkriegs beteiligt.
Nach der Invasion des Iraks im Jahr 2003 arbeitete sie freiwillig für das Office for Reconstruction and Humanitarian Assistance unter Jay Garner und diente als Assistentin von Paul Bremer in der Koalitions-Übergangsverwaltung. O’Sullivan war von 2004 bis 2007 „Sonderassistentin“ von Präsident George W. Bush. In den letzten beiden Jahren war sie auch stellvertretende nationale Sicherheitsberaterin für Irak und Afghanistan, geriet in dieser Rolle allerdings mit Verteidigungsminister Donald Rumsfeld in Konflikt.
Sie war an der Ausarbeitung der Übergangsverfassung des Iraks und der Übergabe der Souveränität an die Iraker beteiligt. 2007 war sie gemeinsam mit Frederick Kagan und Jack Keane an der Ausarbeitung einer Militärstrategie beteiligt, welche zu einer deutlichen Aufstockung („troop surge“) der amerikanischen Truppen im Irak führte.
Im September 2007 verließ sie das Weiße Haus und begann eine Lehrtätigkeit an der Harvard University. Sie war außenpolitische Beraterin von Mitt Romney während seiner Präsidentschaftskampagne 2012. Sie äußerte sich als Expertin auch immer wieder zu außenpolitischen Themen. So forderte sie nach Ausbruch des syrischen Bürgerkriegs eine „multilaterale Strategie für einen Regimewechsel“ in Syrien. Nach der russischen Annexion der Krim forderte sie ein Embargo auf russisches Erdgas.
Bei den republikanischen Vorwahlen zu den US-Präsidentschaftswahlen 2016 gehörte sie gemeinsam mit Paul Wolfowitz und John Negroponte zu den 21 außenpolitischen Experten von Jeb Bush, der jedoch in den Vorwahlen von Donald Trump besiegt wurde.
Sie wurde 2019 zur Vorsitzenden der nordamerikanischen Gruppe der Trilateralen Kommission und löste in dieser Funktion Joseph Nye ab.

## Kritik
Non-Profit-Organisationen und Medienberichte haben die Frage aufgeworfen, ob O’Sullivans wissenschaftliche Arbeit von Interessenkonflikten geprägt ist. O’Sullivan, an Klimaforschung beteiligt, saß im Vorstand des Ölkonzerns Hess. An der Harvard Kennedy School leitet sie die Initiative „Geopolitics of Energy“. Einem Untersuchungsbericht der Studentengruppe Fossil Fuel Divest Harvard aus dem Jahr 2021 über die Finanzierung der Harvard-Forschung zufolge hat diese Initiative Gelder von BP erhalten und Maßnahmen ergriffen, um diese Tatsache zu vertuschen, nachdem sie von den Ermittlungen zu den Finanzierungsquellen der Initiative erfahren hatte.